# Pivnice Parukářka
Pivnice Parukářka na Žižkově v Praze stojí v západní části vrchu svatého Kříže.

## Historie
Hospoda (původně občerstvení s veřejnými toaletami) stojí na pozemku městské části Praha 3 od roku 1994 jako stavba dočasná. Po uplynutí doby záměru se několikrát stala černou stavbou, protože nedošlo k její legalizaci z hlediska stavebních předpisů a k zápisu do katastru nemovitostí. V roce 2007 začaly spory s radnicí, které dospěly k rozsudku o jejím odstranění.
V roce 2015 plánovala MČ Praha 3 postavit na místě současného občerstvení nový objekt, který by sloužil témuž účelu. Po dalším několikaletém jednání vzešla iniciativa původní stavbu ponechat a Praha 3 začala vyjednávat se stavebním úřadem i majitelem. Došlo k dohodě a stavba se konci září 2024 stala majetkem Prahy 3. Podmínkou bylo zachování hospůdky ve stávajícím rázu a to, že současný majitel bude moci si ji na další čtyři roky od třetí městské části pronajmout.